# 中原師平
中原 師平（なかはら の もろひら、治安2年11月28日（1022年12月24日） - 寛治5年9月17日（1091年10月31日））は、平安時代中期から後期にかけての貴族。主計頭・中原師任の子。官位は従四位下・肥後守。

## 経歴
後朱雀朝の長暦元年（1037年）明経得業生に補せられ、長暦4年（1040年）明経試に及第する。
弾正少忠を経て、後冷泉朝の永承元年（1046年）直講に任ぜられ、天喜3年（1055年）助教となる。この間、永承5年（1050年）正月に権少外記に補せられるが、同年11月には従五位下に叙爵したため、1年足らずで外記局を去っている。天喜5年（1057年）従五位上に叙せられると、康平2年（1059年）大外記を兼ね、中原氏の世職である大夫外記に就任、さらに康平5年（1062年）父の中原師任に次いで天文密奏宣旨も受け、康平6年（1063年）には明経博士に任ぜられた。
その後、康平8年（1065年）正五位下、治暦2年（1066年）大炊頭に叙任され、治暦3年（1067年）には大炊頭と明経博士を帯びたまま淡路守に任ぜられて任国に下っている。
後三条朝の延久3年（1071年）淡路守の任期が満了すると、大外記に再任されて再び大夫外記となり、記録所の寄人も務める。その後、関白・藤原教通や左大臣・藤原師実といった摂関家の政所別当も務めた。
白河朝の承暦2年（1078年）大炊頭と明経博士を帯びたまま今度は土佐守に任ぜられ、再び任国に下る。応徳元年（1084年）土佐守の任期が満了して帰京すると、翌応徳3年（1086年）またも大外記に任ぜられ、三度目の大夫外記に就任した。寛治2年（1088年）正五位上・主税頭に叙任されるが、寛治5年（1091年）従四位下・肥後守に叙任され、70歳にして諸官を辞して受領となり任国へ下向する。同年閏7月に肥後国府に到着するが、2ヶ月後の9月17日に卒去した。享年70。最終官位は肥後守従四位下。

## 官歴
『地下家伝』による。
- 長暦元年（1037年） 日付不詳：明経得業生（為大外記中原貞親養子）
- 長暦4年（1040年） 正月：因幡掾。日付不詳：課試及第
- 長久3年（1042年） 8月：勤仕殿上論議問者役
- 長久4年（1043年） 正月24日：弾正少忠
- 永承元年（1046年） 11月：直講
- 永承2年（1047年） 2月2日：釈奠始勤座主（左伝）
- 永承5年（1050年） 3月：権少外記。11月13日：従五位下
- 天喜元年（1053年） 正月27日：兼紀伊権介（直講労）
- 天喜3年（1055年） ○月23日：助教
- 天喜5年（1057年） 正月5日：従五位上（儒労）。2月20日：兼丹波権介（助教労）
- 天喜6年（1058年） 正月1日：次侍従
- 康平2年（1059年） 2月：兼大外記、助教権介如元
- 康平4年（1061年） 3月2日：兼美作介（大外記労）
- 康平5年（1062年） 正月6日：遭父喪。5月8日：復任。11月13日：蒙天文密奏宣旨（服中）
- 康平6年（1063年） 2月11日：初献密奏。2月27日：明経博士
- 康平8年（1065年） 正月5日：正五位下（儒労）。12月：兼播磨介（博士労）
- 治暦2年（1066年） 2月27日：大炊頭
- 治暦3年（1067年） 2月6日：淡路守、頭博士如元
- 治暦4年（1068年） 10月2日：大嘗会御禊御前三十六人内
- 延久3年（1071年） 正月：得替解任。日付不詳：更任大外記、頭博士如元。4月：宣旨候券契所
- 延久4年（1072年） 正月26日：兼備後介（大外記労）。7月7日：関白前太政大臣家政所別当
- 年不詳 正月23日：侍読
- 年不詳 7月26日：左大臣家政所別当
- 承暦2年（1078年） 正月22日：土佐守、頭博士如元、去大外記
- 永保2年（1082年） 2月18日：遭母喪。4月2日：復任
- 応徳元年（1084年） 正月：得替解任
- 応徳3年（1086年） 2月3日：更任大外記、頭博士等如元
- 寛治元年（1087年） 3月21日：兼伊予権介（大外記労）
- 寛治2年（1088年） 6月5日：主税頭、大外記博士等如元、去頭。11月7日：正五位上
- 寛治5年（1091年） 正月28日：肥後守、辞大外記博士。4月1日：従四位下（石清水賀茂行幸行事賞）。9月17日：卒去（肥後守従四位下）

## 系譜
『古代氏族系譜集成』による。
- 父：中原師任[2]
- 母：紀数遠[2]または数達[3]の子
- 生母不詳の子女
  - 男子：中原師遠（1070-1130）
  - 男子：中原忠良
  - 男子：中原親平
  - 男子：俊厳